# Edops craigi
Edops craigi és una espècie d'amfibi temnospòndil que va viure a principis del període Permià. Les seves restes fòssils s'han trobat als Estats Units. Feia uns 2 metres de longitud i presentaven una dentició marginal.